# Colydiopeltis loebli
Colydiopeltis loebli là một loài bọ cánh cứng trong họ Trogossitidae. Loài này được Slipinski miêu tả khoa học năm 1992.